# Redha Tukar
Redha Hassan Tukar Fallatah (em árabe: رضا حسن تُكر فلاتة), nascido em 29 de novembro de 1975 na cidade de Medina, é um ex-futebolista da Arábia Saudita.

## Carreira
Tukar começou sua carreia no time da segunda divisão, o Ohud Medina. Após isso, ingressou no Al-Shabab com quem ganhou a Recopa da AFC. Em 2003, transferiu-se para o Al-Ittihad, onde fez parte do time vencedor da Liga dos Campeões da AFC.

## Seleção
Foi um membro da seleção nacional e foi chamado para participar da Copa do Mundo de 2006. Também participou da Copa do Mundo de 2002.